# تشبدرة
تشبدرة هي قرية في مقاطعة تكاب، إيران. يقدر عدد سكانها بـ 623 نسمة بحسب إحصاء 2016.